# Bandstahlkombinat
Der VEB Bandstahlkombinat „Hermann Matern“ Eisenhüttenstadt (BKE) wurde 1969 gegründet und war ein Kombinat in der Deutschen Demokratischen Republik.
Zum Leistungsspektrum des Kombinats zählten verschiedene Stahl-Halbzeuge wie Bandstahl sowie Stab- und Profilstahl. Der VEB Magnesitwerk Aken produzierte Magnesitsteine für den Industrieofenbau.
Das Kombinat unterstand dem Ministerium für Erzbergbau, Metallurgie und Kali. Weitere zentralgeleitete Kombinate im Bereich der Metallurgie können in der Liste von Kombinaten der DDR eingesehen werden.

## Geschichte
Ausgangspunkt für die Kombinatsgründung war der spätere Stammbetrieb, der VEB Eisenhüttenkombinat Ost (EKO). Dieser wurde ab 1951 errichtet und war seinerseits das wirtschaftliche Rückgrat der Planstadt Eisenhüttenstadt, die als Wohnstadt für die Arbeiter des Hüttenwerks entstand. Hintergrund der Errichtung des Hüttenwerks war der hohe Bedarf nach Stahl in einem weiterhin stark kriegszerstörten Land. Die Standortwahl war unter anderem geprägt durch den Gedanken an die relative räumliche Nähe zu polnischer Steinkohle und zu Eisenerz aus dem Gebiet der Ukrainischen SSR. Im Jahr 1968 wurde im EKO ein eigenes Kaltwalzwerk in Betrieb genommen.
Das Bandstahlkombinat wurde 1969 gegründet. Ihm wurden neben dem EKO mehrere Betriebe angegliedert, die zuvor Teil der VVB Stahl- und Walzwerke Berlin sowie der VVB Eisenerz/Roheisen Saalfeld waren. Dabei handelte es sich vornehmlich um Walzwerke. Aufgrund des Fehlens ausreichender Kapazitäten zum Warmwalzen mussten dennoch jährlich große Mengen erzeugten Stahls für diesen Prozessschritt in die UdSSR und auch in die Bundesrepublik verschickt und für die weitere Verarbeitung zurück in die DDR überführt werden. Bei der jährlich in die BRD verschickten Stahlmenge handelte es sich um mehrere Hunderttausend Tonnen.
Im Zuge der Wende und der anschließenden Wiedervereinigung wurde das Kombinat 1990 aufgelöst und seine Betriebe wurden privatisiert. Hierzu wurde die EKO Stahl AG gegründet und der Treuhandanstalt übertragen. Die angehörigen Betriebe wurden danach einzeln privatisiert oder abgewickelt.

## Zugehörige Betriebe
Zum Kombinat gehörten die folgenden Betriebe:
- VEB Eisenhüttenkombinat Ost (EKO); (Stammbetrieb)
- VEB Blechwalzwerk Olbernhau
- VEB Hüttenwerk Thale;  (Ab 1979 im Mansfeld-Kombinat.)[5]
- VEB Kaltwalzwerk Bad Salzungen
- VEB Kaltwalzwerk Oranienburg
- VEB Magnesitwerk Aken
- VEB Metallurgieanlagen Wittstock;  (Erst ab 1989. Zuvor im Kombinat ZIM.)
- VEB Walzwerk Finow
- VEB Walzwerk „Hermann Matern“ Burg